# Pandanus fibrosus
Pandanus fibrosus är en enhjärtbladig växtart som beskrevs av François Gagnepain. Pandanus fibrosus ingår i släktet Pandanus och familjen Pandanaceae. Inga underarter finns listade.